# Jingneta tunxiensis
Espèce
Synonymes
- Leptoneta tunxiensis Song & Xu, 1986

Jingneta tunxiensis est une espèce d'araignées aranéomorphes de la famille des Leptonetidae.

## Distribution
Cette espèce est endémique du Anhui en Chine,. Elle se rencontre dans le district de Tunxi.

## Description
Les mâles mesurent de 1,71 à 2,00 mm et les femelles de 1,77 à 1,87 mm.

## Systématique et taxinomie
Cette espèce a été décrite sous le protonyme Leptoneta tunxiensis par Song et Xu en 1986. Elle est placée dans le genre Jingneta par Wang, Li et Zhu en 2020.

## Étymologie
Son nom d'espèce, composé de tunxi et du suffixe latin -ensis, « qui vit dans, qui habite », lui a été donné en référence au lieu de sa découverte, le district de Tunxi.

## Publication originale
- Song & Xu, 1986 : « Some species of oonopids and leptonetids from Anhui Province, China (Arachnida: Araneae). » Sinozoologia, vol. 4, p. 83-88.